# Hymn Palau
Belau rekid (pol. „Nasze Palau”) – hymn państwowy Palau od 1980 roku.
Autorem muzyki jest Ymesei O. Ezekiel.

## Tekst
Belau loba klisiich er a kelulul,
El dimla ngarngii ra rechuodelmei
Meng mengel uoluu er a chimol beluu,
El ngar cheungel a rirch lomke sang.
Bo dole ketek a kerruul er a belluad,
Lolab a blakelreng ma duchelreng.
Belau a chotil a klengar re kid,
Mebo dorurtabedul msa klisichel.
Bod kai ue reke dchim lokiu a reng,
E dongedmokel ra dimla koted.
Lomcheliu a rengrdel ma klebkellel,
Lokiu a budch ma beltikelreng.
Dios mo mek ngel tengat ra Be lumam,
El dimla dikesam ra rechuodelmei,
Beskemam a klisicham ma llemeltam,
Lorrurt a klungiolam elmo ch'rechar.